# Christoph Sachße
Christoph Sachße (* 10. März 1944 in Nastätten) ist ein deutscher Jurist und emeritierter Professor für Geschichte und Theorie der Sozialen Arbeit an der Universität Kassel.

## Leben
Sachße studierte Rechts- und Politikwissenschaft in Berlin, Tübingen, Frankfurt am Main und Saarbrücken. Nach der Promotion am 10. Februar 1971 in Frankfurt am Main zum Dr. iur. wurde er 1976 Professor für Geschichte und Theorie sozialer Arbeit an der Gesamthochschule Kassel.
Zu den Schwerpunkten seiner wissenschaftlichen Arbeit gehören Geschichte und Grundlagen des Wohlfahrtsstaates, Theorie und Geschichte sozialer Dienste sowie vergleichende Wohlfahrtspflege. Zusammen mit Florian Tennstedt arbeitete er an einem langjährigen Forschungsprojekt zur Geschichte der Fürsorge und Wohlfahrtspflege in Deutschland.

## Schriften (Auswahl)
- mit Florian Tennstedt: Geschichte der Armenfürsorge in Deutschland. 4 Bände. Kohlhammer, Stuttgart 1980–2012:
  - Band 1: Vom Spätmittelalter bis zum Ersten Weltkrieg. 1980, ISBN 3-17-005412-0;
  - Band 2: Fürsorge und Wohlfahrtspflege 1871–1929. 1988, ISBN 3-17-010083-1;
  - Band 3: Der Wohlfahrtsstaat im Nationalsozialismus. 1992, ISBN 3-17-010369-5;
  - Band 4: Fürsorge und Wohlfahrtspflege in der Nachkriegszeit 1945–1953. 2012, ISBN 978-3-17-022225-0.
- Stufen der Gemeinwohlförderlichkeit. Bürgerschaftliche Organisationen und Steuerprivileg. Gütersloh 2001, ISBN 3-89204-581-X.
- Mütterlichkeit als Beruf. Sozialarbeit, Sozialreform und Frauenbewegung 1871–1929. Weinheim 2003, ISBN 3-407-55894-5.
- Die Erziehung und ihr Recht. Vergesellschaftung und Verrechtlichung von Erziehung in Deutschland 1870–1990. Weinheim 2018, ISBN 978-3-7799-3778-4.
- als Hrsg.: Wilhelm Merton in seiner Stadt. Gedenkband zum 175. Geburtstag. Leipzig 2023, ISBN 978-3-95565-592-1.